# Luigi Bruins
Luigi Bruins (Rotterdam, 9 maart 1987) is een Nederlands voormalig profvoetballer die doorgaans als middenvelder speelde. Hij tekende in september 2014 bij Excelsior. De club lijfde hem transfervrij in na de ontbinding van zijn contract bij Nice twee maanden daarvoor. In mei 2021 beëindigde Bruins zijn professionele voetballoopbaan.

## Loopbaan

### Excelsior
Bruins volgde de jeugdopleiding bij Excelsior Rotterdam en maakte in het seizoen 2004/05 zijn debuut in het eerste elftal, toen nog in de Eerste divisie, waarin hij een wedstrijd speelde. Het seizoen daarop werd hij basisspeler. Ook in 2006/07, nu in de Eredivisie, bleef Bruins een vaste waarde in het team van trainer Ton Lokhoff.

### Feyenoord
Na zijn eerste Eredivisie-seizoen, op negentienjarige leeftijd, ontstond er interesse voor Bruins. De geboren Rotterdammer koos voor Feyenoord. Dat had op dat moment ook een samenwerkingsverband met Excelsior. Verder debuteerde de jonge middenvelder in de finale van het EK onder de 21 tegen Jong Servië op 23 juni 2007. Hij maakte daarin onder meer de beslissende 4–1 waarmee het team van Foppe de Haan zijn Europese titel kon prolongeren.
Op dinsdag 17 juli 2007 speelde Luigi Bruins zijn eerste wedstrijd in het Feyenoord-shirt, tijdens het oefenduel met Reünie. Daarin wist hij zelfs een keer te scoren. Bruins groeide in zijn eerste jaar bij Feyenoord uit tot vaste waarde in de basis. Bruins wist in zevenentwintig competitiewedstrijden zesmaal te scoren. In de KNVB Beker speelde Bruins ook de meeste wedstrijden mee. In de finale stond Bruins in de basis en stond aan de basis van de 1–0. Bruins wist zijn eerste jaar bij Feyenoord met winst in de KNVB Beker af te sluiten. Hiermee stond hij als echte Rotterdammer op de Coolsingel.
Het tweede jaar verliep moeizamer voor Bruins. Hij werd niet geselecteerd voor de Olympische Spelen. Ook was hij de eerste wedstrijden bij Feyenoord in de competitie geen basisspeler. Ondanks schorsingen en blessures wist hij zich echter terug te knokken in de basis voor de laatste wedstrijden voor de winterstop. Na de winterstop begon Bruins niet als basisspeler, maar na enkele wedstrijden gaf trainer Leon Vlemmings, de tijdelijke opvolger van de ontslagen Gertjan Verbeek, hem toch weer een basisplaats. Deze wedstrijden speelde Bruins niet geweldig waardoor hij weer op de bank belandde.
In februari 2009 werd bekend dat Mario Been vanaf het seizoen 2009/10 de nieuwe hoofdtrainer van Feyenoord werd. Bruins gaf aan erg blij te zijn dat de man onder wie hij doorbrak bij Excelsior, naar Feyenoord kwam. Op 10 mei 2011 maakte Feyenoord bekend dat de club geen overeenstemming met Bruins had bereikt over het verlengen van zijn contract en dat hij de club zou verlaten.

### Salzburg
Bruins slaagde er niet in om voorafgaand aan het seizoen 2011/12 een nieuwe club te vinden. In september 2011 mocht hij zich proberen te bewijzen bij Racing Genk, waar Mario Been trainer was geworden, maar de club bood hem geen contract aan. Hierna hield hij zijn conditie op peil bij Excelsior. In oktober 2011 mocht hij stage lopen bij Red Bull Salzburg, onder de Nederlandse trainer Ricardo Moniz. Hier tekende hij op 11 oktober 2011 een contract voor de rest van het lopende seizoen. Op 19 december maakte de club bekend dat Bruins overbodig was geworden bij de club en het contract per onmiddellijke ingang beëindigd werd.

### Terug bij Excelsior
Terug in Nederland tekende Bruins, op 9 maart 2012, een contract tot het einde van het seizoen bij zijn oude club Excelsior, dat op zoek was naar versterking om degradatie te voorkomen. Bruins kon de club echter niet voor directe degradatie behoeden en vertrok twee maanden later alweer uit Rotterdam.
Op 9 mei 2012 werd bekend dat VVV Venlo de transfervrije Bruins zou willen contracteren, wanneer het de ploeg zou lukken om in de Eredivisie te blijven.

### Nice
In augustus 2012 probeerde Bruins zijn geluk via een stage bij Nice, uitkomend in de Ligue 1. Hij wist daar echter geen contract af te dwingen. Nadat hij in januari 2013 stage liep bij het Turkse Elazığspor, tekende hij alsnog een contract voor anderhalf jaar bij Nice. Daar maakte hij zijn debuut op 22 februari 2013 door in de drieënvijftigste minuut in te vallen voor aanvoerder Didier Digard.
In zijn eerste halfjaar bij de Franse club presteerde Bruins goed, waarna het contract werd verlengd en werd uitgebreid tot de zomer van 2015. Het seizoen erop zou hij echt slechts een bijrol vervullen in de ploeg en kwam hij niet verder dan twaalf wedstrijden, waarvan hij er acht speelde als invaller. Nadat de club bekend had gemaakt dat Bruins kon vertrekken, liet hij in juli 2014 zijn contract ontbinden.

### Afsluiten bij Excelsior
Op 17 september 2014, ruim twee weken na het sluiten van de transfermarkt, maakte Bruins bekend dat hij voor een derde periode zou gaan spelen bij Excelsior, dat dat seizoen was teruggekeerd in de Eredivisie. Hij kwam er een contract overeen voor een seizoen. Bruins verlengde zijn verbintenis in juni 2015 tot medio 2017. In juni 2017 verlengde hij zijn verbintenis tot de zomer van 2018. In juni 2018 verlengde Bruins zijn contract met een jaar tot de zomer van 2019, om vervolgens in 2019 zijn contract met twee seizoenen te verlengen tot medio 2021. Op 25 maart 2021 maakte Bruins bekend aan het einde van het seizoen te stoppen als profvoetballer. Wel zou Bruins betrokken blijven bij Excelsior als jeugdtrainer en ging hij zich op voetbaltechnisch vlak binnen de organisatie verder ontwikkelen. Hij zal nog wel blijven voetballen in het amateurvoetbal, bij  Smitshoek die uitkomen in de Zaterdag Hoofdklasse A in zijn woonplaats Barendrecht. Bij deze club wordt hij herenigd met oud-Excelsior directeur Simon Kelder en voormalig teamgenoot Guyon Fernandez.
| Seizoen                              | Club              | Competitie      | Competitie | Competitie | Beker | Beker | Internationaal | Internationaal | Overig | Overig | Totaal | Totaal |
| Seizoen                              | Club              | Competitie      | Wed.       | Dlp.       | Wed.  | Dlp.  | Wed.           | Dlp.           | Wed.   | Dlp.   | Wed.   | Dlp.   |
| ------------------------------------ | ----------------- | --------------- | ---------- | ---------- | ----- | ----- | -------------- | -------------- | ------ | ------ | ------ | ------ |
| 2004/05                              | Excelsior         | Eerste divisie  | 1          | 0          | 0     | 0     | 0              | 0              | 0      | 0      | 1      | 0      |
| 2005/06                              | Excelsior         | Eerste divisie  | 35         | 4          | 1     | 0     | 0              | 0              | 0      | 0      | 36     | 4      |
| 2006/07                              | Excelsior         | Eredivisie      | 30         | 6          | 2     | 0     | 0              | 0              | 4      | 1      | 36     | 7      |
| 2007/08                              | Feyenoord         | Eredivisie      | 27         | 6          | 6     | 1     | 0              | 0              | 0      | 0      | 33     | 7      |
| 2008/09                              | Feyenoord         | Eredivisie      | 22         | 1          | 3     | 0     | 4              | 0              | 1      | 0      | 30     | 1      |
| 2009/10                              | Feyenoord         | Eredivisie      | 21         | 2          | 2     | 0     | 0              | 0              | 0      | 0      | 23     | 2      |
| 2010/11                              | Feyenoord         | Eredivisie      | 20         | 2          | 1     | 0     | 2              | 0              | 0      | 0      | 23     | 2      |
| 2011/12                              | Red Bull Salzburg | Bundesliga      | 3          | 0          | 1     | 0     | 0              | 0              | 0      | 0      | 4      | 0      |
| 2011/12                              | Excelsior         | Eredivisie      | 9          | 2          | 0     | 0     | 0              | 0              | 0      | 0      | 9      | 2      |
| 2012/13                              | OGC Nice          | Ligue 1         | 10         | 1          | 0     | 0     | 0              | 0              | 0      | 0      | 10     | 1      |
| 2013/14                              | OGC Nice          | Ligue 1         | 12         | 0          | 5     | 0     | 0              | 0              | 0      | 0      | 17     | 0      |
| 2014/15                              | Excelsior         | Eredivisie      | 22         | 2          | 2     | 0     | 0              | 0              | 0      | 0      | 24     | 2      |
| 2015/16                              | Excelsior         | Eredivisie      | 18         | 0          | 1     | 0     | 0              | 0              | 0      | 0      | 19     | 0      |
| 2016/17                              | Excelsior         | Eredivisie      | 24         | 2          | 1     | 0     | 0              | 0              | 0      | 0      | 25     | 2      |
| 2017/18                              | Excelsior         | Eredivisie      | 27         | 5          | 1     | 0     | 0              | 0              | 0      | 0      | 28     | 5      |
| 2018/19                              | Excelsior         | Eredivisie      | 29         | 6          | 1     | 1     | 0              | 0              | 2      | 0      | 32     | 7      |
| 2019/20                              | Excelsior         | Eerste divisie  | 25         | 4          | 2     | 0     | 0              | 0              | 0      | 0      | 27     | 4      |
| 2020/21                              | Excelsior         | Eerste divisie  | 19         | 3          | 2     | 0     | 0              | 0              | 0      | 0      | 21     | 3      |
| Carrière totaal                      | Carrière totaal   | Carrière totaal | 354        | 46         | 31    | 2     | 6              | 0              | 7      | 1      | 398    | 49     |
| Bijgewerkt tot en met 25 maart 2021. |                   |                 |            |            |       |       |                |                |        |        |        |        |

## Erelijst
Excelsior Rotterdam
- Eerste divisie: 2005/06

 Feyenoord
- KNVB beker: 2007/08

 Red Bull Salzburg
- ÖFB-Cup: 2011/12

 Nederland onder 21
- Europees kampioenschap voetbal onder 21: 2007

1 Raatsie ·
2 Bronkhorst ·
3 Pierie ·
4 Warmerdam ·
5 Widell ·
6 Blomme ·
7 Fini ·
8 Tielemans ·
9 Omorowa ·
10 Duijvestijn  ·
11 Booth ·
12 Zagré ·
14 Rosario ·
15 Naujoks ·
16 Mattheij ·
17 Martens ·
19 Groen ·
20 Hartjes ·
21 Donkor ·
22 De Almeida Reis ·
23 Hatenboer ·
24 Eijgenraam ·
26 Zandbergen ·
26 Nedd ·
28 Seedorf ·
28 Middendorp ·
28 Olivacce ·
29 Van Duinen ·
30 Sanches Fernandes ·
31 Cairo ·
32 De Moes ·
33 Bergraaf ·
38 Kuiper ·
38 Danquah ·
40 Holla ·
Coach: Den Uil
· Assistent-coach: Breuer
· Assistent-coach: Koster
· Assistent-coach: Verhaar
· Keeperstrainer: Graafland